# Senhor do Bonfim
Senhor do Bonfim és un municipi brasiler de l'estat de Bahia. És localitza en el centre-nord de l'estat, a una latitud 10° 27' 46" sud i una longitud 40° 11' 27" oest, a 538 metres sobre el nivell del mar. La seva població estimada és de 79.424 habitants. (IBGE 2020).

## Història
L'àrea del municipi fou ocupada per les bandeirantes al final del segle XVII a la recerca d’or per les proximitats, inicialment el poblat fou denominat d'«Arraial de Sahy», pels missioners catòlics. En 1720, el poblat fou considerat com a vila. En 1750, la vila fou renomenada pel nom de Senhor do Bonfim da Tapera (Senyor del Bonfí de la Tapera), tenint com activitats destacades la cria de bestiar i les riqueses minerals de la regió, atraient un gran nombre de persones d'altres regions. El municipi fou fundat en 1797, sent separat de Jacobina, rebent el nom de Vila Nova da Rainha, tenint una població de 600 habitants. En poc menys d’un segle, l'any de 1885, la vila fou ascendida a ciutat amb el nom de Bonfim, només el 1943, rebent el seu nom actual.
El municipi és localitzat al costat de la Serra do Gado Bravo (Serra del Bestiar Enutjat), tenint vàries fonts i embassaments d'aigua. La seva principal atracció turística té lloc al mes de juny, quan se celebra la Festa de Sant Joan, atraient grans quantitats de turistes. I la seva economia es basa en l’activitat minera, on s’extreuen diversos elements minerals i en l’agricultura, on obté diferents tipus de plantacions i la creació de bestiar.